# Ischler Walzer
Ischler Walzer, är en postum vals utan opustal av Johann Strauss den yngre. Den spelades första gången den 18 november 1900 i Gyllene salen i Musikverein i Wien. Den fullständiga titeln på valsen är Ischler Walzer (in A) (Nachgelassener Walzer Nr. 2) [(Ischlervals (i A) (Postum Vals nr 2)]. Inalles finns det fyra postuma valser. 

## Historia
Efter Johann Strauss död 1899 vinnlade sig hans änka Adèle om att makens postuma verk skulle bli fullbordade och iordningställda i ett sådant skick att de kunde uppföras och publiceras. För att försäkra sig om detta skrev "Frau Adèle Strauss" den 6 maj 1900 från Wien ett brev till förlaget "Hermann Seeman Nachfolger" i Leipzig: "Det är troligt att min svärson, pianisten [Professor Richard] Epstein [1869-1919], kommer passera Leipzig på sin sommarturné och han kan stanna till där några dagar och ge er allting och spela det för er, då jag inte vågar anförtro posten dessa värdefulla manuskript, och den vane gamle kopisten hinner inte kopiera dem nu då han är anställd av min svåger Eduard som är på turné [i Tyskland]...". I verken som Adèle refererade till ingick troligen de som förlaget gav ut 1901 med titlarna Abschieds-Walzer och Ischler Walzer. Partituren var skrivna av Strauss men de var ofullständiga. Det är okänt vem som tog sig an uppgiften att slutföra verken , inte heller är det känt vem som arrangerade eller redigerade de tryckta versionerna av valserna. Idag finns manuskripten i Wiener Stadt- und Landesbibliothek. Straussorkestern Capelle Strauss hade regelbundet spelat söndagskonserter i över trettio år. Eduard Strauss era som dirigent i Musikverein tog slut den 25 mars 1900. Medan Eduard befann sig i USA övertogs engagemanget av "Wiener Konzertverein-Orchester" under ledning av dirigenterna Karl Stix och Karl Komzák junior. 
Det första framförandet av Ischler Walzer (också känd under titeln 'Postum Vals Nr 2') ägde rum den 18 november 1900 i Gyllene salen i Musikverein med Karl Komzák junior som dirigent. Tidningen Neue Freie Presse skrev om konserten den 19 november: "En postum vals av Johann Strauss. Orkestern Wiener Concert-Verein gav igår det första framförandet av ett postumt verk av Johann Strauss, 'Ischler Walzer'. Valsen är ett av de bästa verk som maestron skrev. Den består av tre delar, varje del är helt igenom melodiös och särskilt fint instrumenterade. Som svar på de stormande applåderna fick dirigenten Karl Komzák ta om valsen på nytt". Liksom andra sena verk av Strauss, däribland Traumbild 1 och Traumbild 2, är Ischler Walzer genomsyrad av en reflekterande längtan som helt avviker från hans tidiga verk. Felaktigt avvisade såsom mindre skapelser av en blasé och världsvan mästare, är dessa verk istället de mogna och mästerligt sista blomstren komponerade av den 70-årige valskungen.
Den 21 maj 1905 rapporterade Illustriertes Wiener Extrablatt att "den nyligen publicerade 'No. 10, volym VI av Musikblätter' erbjuder ett Johann Strauss Album som inkluderar valskungens två sista verk, 'Abschieds-Walzer' och 'Ischler Walzer'". Annonsen meddelar vidare att enstaka kopior av verken finns tillgängliga för 30 kronor hos alla tobakshandlare i Wien. Tiden då förlaget höll hårt på sina alster var förbi; den nya tiden erbjöd villiga intresserade att själva gå till en kiosk och införskaffa sig noterna.
Valsen har tagit sitt namn från kurorten Bad Ischl i Salzkammergut i Österrike. Staden var ett populärt semestermål för de Habsburgska kejsarna ända från Maximilian I:s tid i slutet av 1400-talet. Kejsar Frans Josef hade sitt sommarresidens där mellan åren 1854 och 1914. Andra som regelbundet besökte Bad Ischl var Österrikes ledande skådespelare, sångare och kompositörer: Alexander Girardi, Katharina Schratt, Richard Tauber, Franz Lehár, Emmerich Kálmán, Carl Michael Ziehrer, Oscar Straus, Robert Stolz - samt Johann Strauss den yngre. Strauss, som första gången besökte Bad Ischl den 13 september 1855, var inte bara en regelbunden gäst i staden, utan hyrde och köpte sedan (1897) huset 'Villa Erdödy'. 

## Om valsen
Speltiden är ca 6 minuter och 59 sekunder plus minus några sekunder beroende på dirigentens musikaliska tolkning.

## Weblänkar
- Ischler-Walzer i Naxos-utgåvan.